# Villacibio
Villacibio es una localidad de la provincia de Palencia (Castilla y León, España) que pertenece al municipio de Aguilar de Campoo.

## Demografía
Evolución de la población en el siglo XXI
| Gráfica de evolución demográfica de Villacibio entre 2000 y 2020   |
|                                                                    |
| Población de derecho (2000-2020) según el padrón municipal del INE |

## Historia
Está a una distancia de 11 km de Aguilar de Campoo, a cuyo ayuntamiento pertenece, situado en el norte de la provincia de Palencia. Está encuadrado en el partido judicial de Cervera de Pisuerga.
Históricamente, Villacibio ha formado parte de varios ayuntamientos: En el año 1432 ,en el "Inventario de los bienes raíces de Leonor de la Vega", ya se habla de un concejo en el lugar de Gama formado por cinco barrios que son: Gama, Villacibio, Val (Valdegama), La Puente (Puentetoma), y Renedo (Renedo de la Inera).
El 1 de enero de 1846, son agregados al Ayuntamiento de Gama los lugares de Mave, Pozancos y Santa María de Mave, que hasta entonces habían sido Ayuntamientos individuales.
El 22 de julio de 1870 se traslada la capitalidad del Municipio, de la villa de Gama al lugar de Valdegama.
El 22 de agosto de 1934 se traslada la capitalidad del Municipio de Valdegama a Santa María de Mave, operación que consiste únicamente en el traslado de las oficinas, tales como la Secretaría, el Archivo y el Juzgado Municipal. El Salón de Plenos sigue permaneciendo en Valdegama.
Finalmente, en fecha de 3 de noviembre de 1970 el Ayuntamiento de Valdegama y otros, son fusionados con el Ayuntamiento de Aguilar de Campoo, con capitalidad en la villa de Aguilar. Villacibio actualmente pertenece al Ayuntamiento de Aguilar de Campoo y al partido judicial de Cervera de Pisuerga.
El ayuntamiento de Gama estuvo encuadrado en el partido judicial de Carrión de los Condes, hasta que en el año 1834 pasó al partido judicial de Cervera de Pisuerga según la Nueva Distribución Territorial aprobada por Real Decreto de fecha 21 de abril de dicho año 1834.

### Límites de la localidad
| Noroeste:                | Norte: Villaescusa de las Torres Gama | Noreste:                 |
| Oeste: La Rebolleda Mave |                                       | Este: Valdegama Pozancos |
| Suroeste:                | Sur: Santa María de Mave              | Sureste:                 |

## Patrimonio
- Iglesia de San Miguel Arcángel: La iglesia parroquial de Villacibio es de advocación a San Miguel Arcángel, cuya fiesta patronal se celebra el día 29 de septiembre.

Domina el pueblo desde un altozano denominado “La Revilla”; su construcción es de cantería del siglo XVI, si bien tiene muchas reformas posteriores, de la época barroca. La iglesia se alza en una sola nave, que a su vez se divide en tres tramos y que dos de ellos se cubren con bóvedas de crucería estrellada. La espadaña con dos campanas de tamaño medio en lo alto, es de piedra, del siglo XVII, se levanta a los pies de la iglesia.
En el interior de la iglesia hay tres retablos: El retablo mayor situado en el presbiterio, es de mediados del siglo XVI, está adornado de relieves en el banco, los cuales representan a Santa Bárbara, San Mateo, San Agustín, San Marcos, y Santa Catalina. El sagrario está adornado con relieves de San Gregorio y San Juan Bautista. En el centro del retablo hay relieves de la Anunciación y la Adoración de los Pastores, y una escultura de San Miguel Arcángel, patrono del pueblo. En el ático hay un relieve y una escultura del Calvario.  A los lados del retablo mayor hay, en la parte de la Epístola una escultura de San Antonio de Padua y en la parte del Evangelio una escultura del Niño Jesús de la segunda mitad del siglo XVI, con bastante interés artístico.  Un pequeño retablo en la parte de la Epístola, al lado del retablo mayor, con una pintura sobre tabla de San Sebastián y San Roque de la segunda mitad del siglo XVI y bastante interesantes desde el punto de vista artístico.  El retablo menor situado en el lado del Evangelio es del siglo XVIII, está adornado en el centro con la imagen de la Virgen del Rosario del siglo XVIII y encima un Crucifijo también del siglo XVIII.
La sacristía se cubre con un techo artesonado de madera ochavado, de estilo mudéjar, del siglo XVI. La pila bautismal, de piedra tallada, se encuentra situada debajo del coro, bajo un techo artesonado de madera, de factura parecida al techo de la sacristía.
- Ermita de San Pelayo: Ermita rupéstre ubicada dentro del movimiento eremítico que desde los siglos VII en adelante tienen lugar en la zona Norte Palentino-burgalesa y Sur de Cantabria. Destaca por su arcaísmo materializado en dos primitivos arcos de herradura excavados en la roca.

## Galería

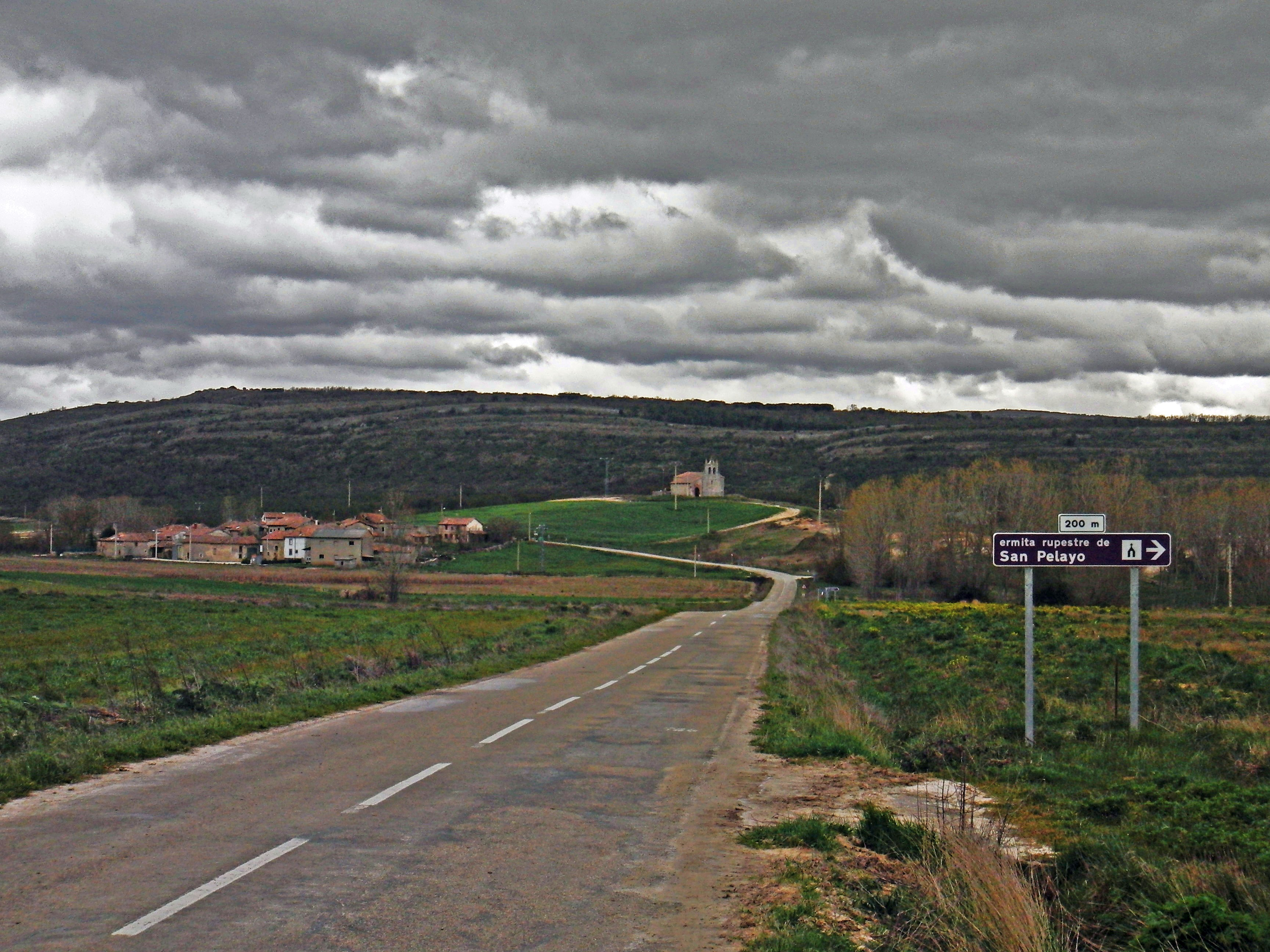

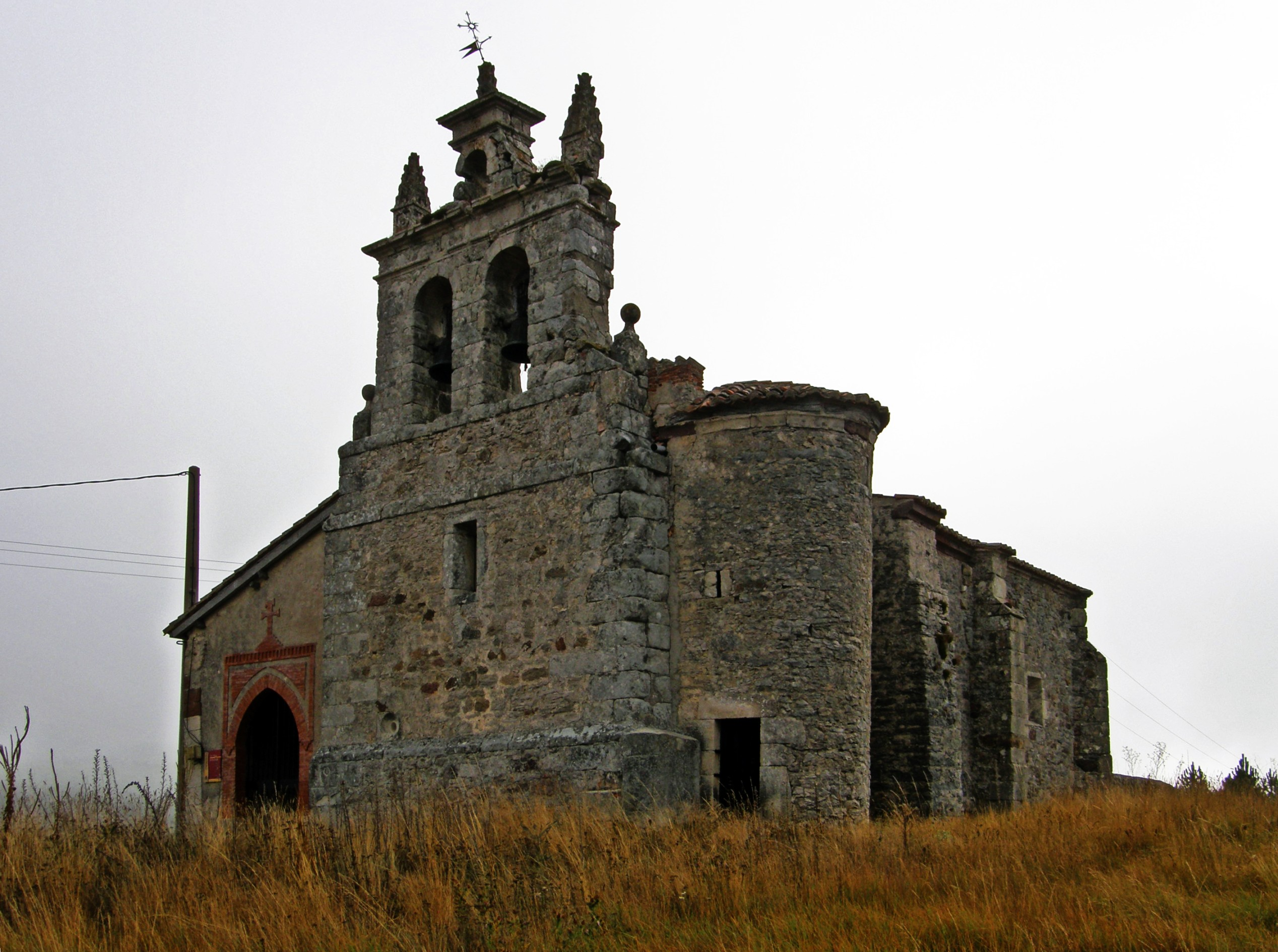
Iglesia de San Miguel Arcángel de Villacibio

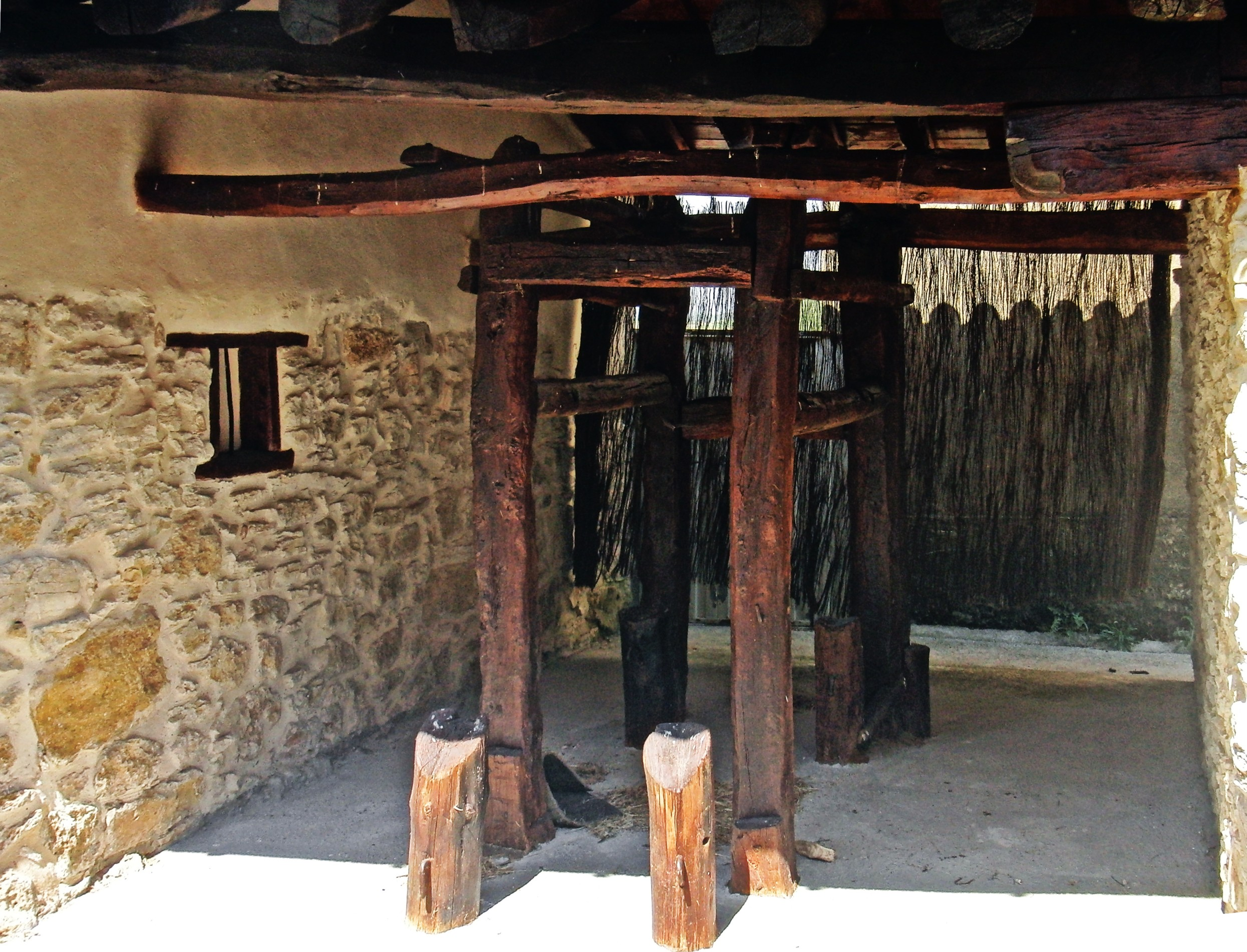
Potro (herradero de animales de labranza)

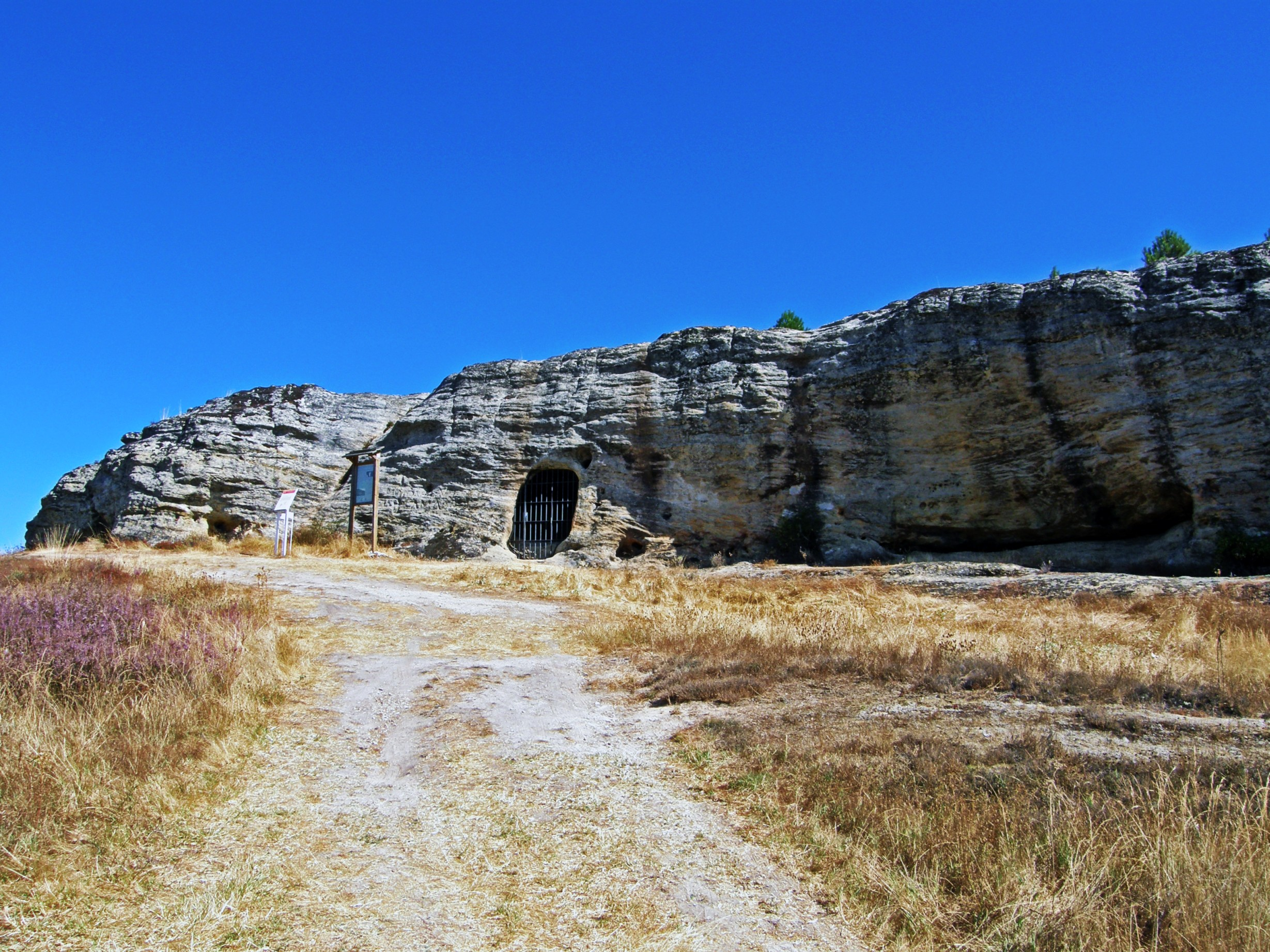
Eremitorio de San Pelayo - Villacibio